# Masdevallia ignea
Masdevallia ignea es una especie de orquídea epífita originaria de  Colombia.

## Descripción
Es una orquídea de pequeño tamaño que prefiere el clima cálido al fresco, es de hábitos epífitas con un tallo  fuerte, erguido, envuelto basalmente de 2 a 3 vainas tubulares y con una hoja sub erecta, elíptico-lanceolada a oblongo - lanceolada, coriácea, de color verde oscuro, estrechamente cuneiforme a continuación del pecíolo surcado. Tiene una sola flor, de 8 cm de ancho, en una inflorescencia erecta, delgada, cilíndrica de 30 a 37,5 cm de largo que aparecen muy por encima de las hojas. La floración se produce a finales de primavera y el verano.

## Distribución y hábitat
Se encuentra en la Cordillera Oriental de Colombia en alturas de 3350 a 3650 metros.

## Sinonimia
- Masdevallia militaris Rchb.f. & Warsz. 1854[1]
- Masdevallia boddaertii Linden ex André, Ill. Hort. 136: t. 357 (1879).[2]